# Ashley Tappin
Ashley Tara Tappin (Marietta, 18 gennaio 1978) è un'ex nuotatrice statunitense.

## Carriera
Ha vinto 3 medaglie doro ai Giochi Olimpici, facendo parte delle staffette che hanno trionfato nella 4x100m stile libero a Barcellona 1992 e Sydney 2000 e nella 4x100m misti a Sydney 2000.

## Palmarès
- Giochi olimpici

Barcellona 1992: oro nella 4x100m stile libero.
Sydney 2000: oro nella 4x100m stile libero e nella 4x100m misti.
- Mondiali

Perth 1991: oro nella 4x100m stile libero.
Roma 1994: argento nella 4x100m stile libero.
- Giochi Panamericani

Havana 1991: oro nei 100m stile libero, nella 4x100m stile libero e nella 4x100m misti.